# Solarnia (Opole)
Pour les articles homonymes, voir Solarnia.
Solarnia est une localité polonaise de la gmina de Bierawa, située dans le powiat de Kędzierzyn-Koźle en voïvodie d'Opole.